# Tichwinka
Die Tichwinka (russisch Тихвинка) ist ein rechter Nebenfluss des Sjas in der russischen Oblast Leningrad. 
Die Tichwinka hat ihren Ursprung in dem kleinen See Jeglino auf dem Tichwiner Höhenzug, einem Abschnitt der Waldaihöhen.  
Sie fließt in überwiegend westlicher Richtung. Dabei passiert sie die Stadt Tichwin.
Schließlich mündet die Tichwinka in den Sjas.
Die Tichwinka hat eine Länge von 144 Kilometer.
Ihr Einzugsgebiet umfasst 2140 km².
Der Fluss wird vorherrschend von der Schneeschmelze gespeist.
Die mittlere Wasserführung beläuft sich am Unterlauf, 16 km oberhalb der Mündung, auf 19,7 m³/s.
Zwischen Mitte November / Anfang Januar bis April / Anfang Mai ist der Fluss eisbedeckt.
Der Flusslauf der Tichwinka bildet einen Bestandteil des Tichwiner Kanalsystems, das die Wolga mit der Ostsee verbindet.